# Weekender Records
Weekender Records Germany war ein Independent-Label mit Sitz in Berlin. Weekender Records UK heißt das unabhängige Schwesterlabel in London.

## Geschichte
Hervorgegangen ist Weekender Records aus dem Weekender Club in Innsbruck. Der Clubbesitzer Justin Barwick hatte das Label 2006 gegründet, um die Musik von Bands zu veröffentlichen, die ohne Plattenvertrag in seinem Club auftreten.
Seit 2007 erschien Musik von Weekender Records Germany in Deutschland, Österreich und der Schweiz. Die Liste der Veröffentlichungen überschneidet sich teilweise mit Weekender Records UK, beide Labels agierten aber grundsätzlich unabhängig voneinander.
Geführt wurde Weekender Records Germany von Désirée Vach, die zuvor sechs Jahre bei dem Berliner Label Kitty Yo verbrachte. Weekender Records war vor allem bekannt für Veröffentlichungen aus dem britischen Indie-Rock, ging aber auch über diese Stilrichtung hinaus. Zu den veröffentlichten Künstlern gehören unter anderem 1984, Chikinki und Eight Legs.
Anfang 2009 verließ Desiree Vach Weekender Records Germany und gründete das Independent-Label Snowhite. Kurz darauf stellte Weekender Records den Betrieb ein.

## Weekender Records Germany Künstler
- 1984
- Chikinki
- Dogs
- Eight Legs
- Kristoffer Ragnstam
- Kingsize
- Look See Proof
- The Indelicates
- The Precious Mings
- The Sugars
- The Rocks
- The Bishops